# Busbetrieb Solothurn und Umgebung

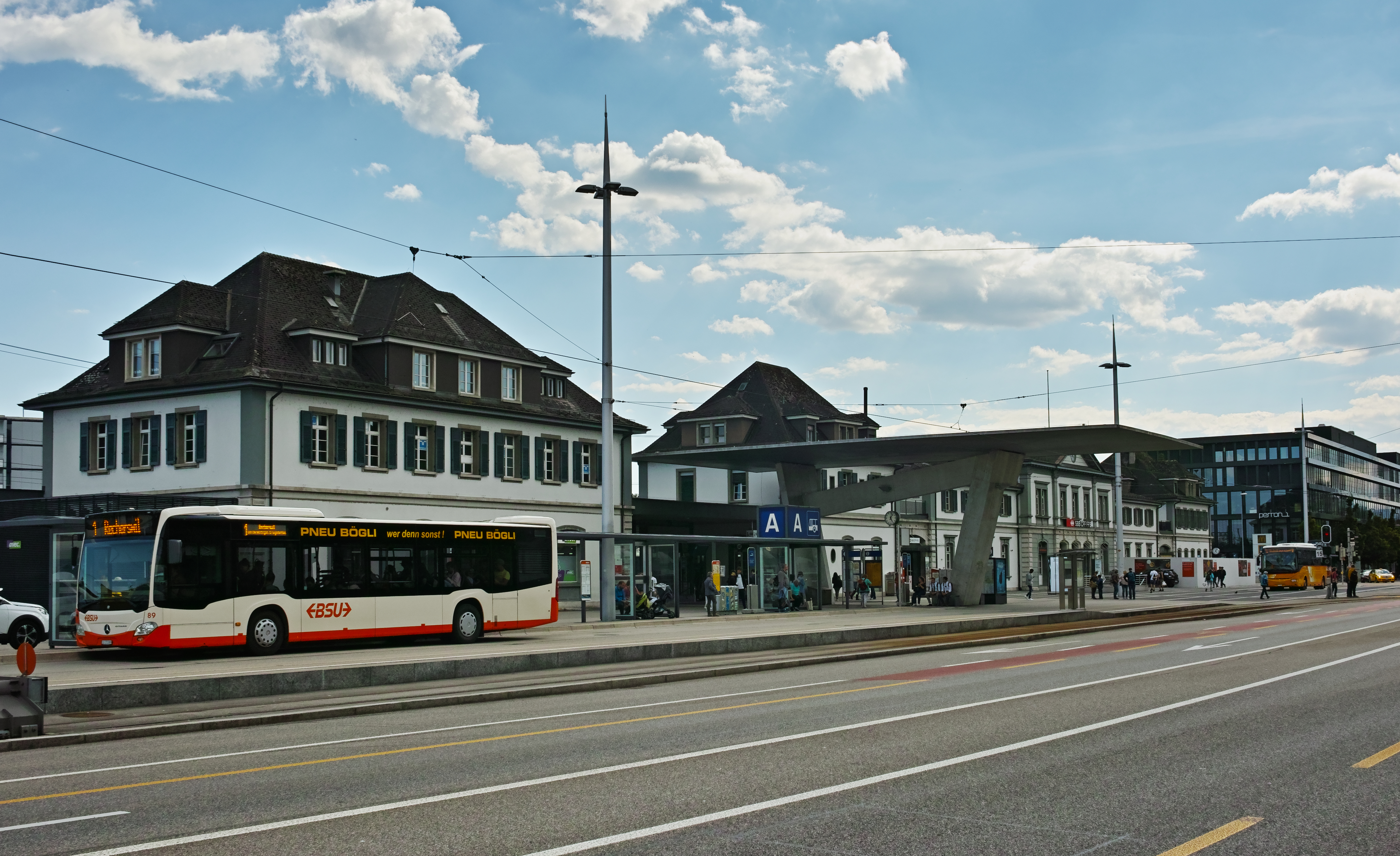
Ein BSU-Bus am Bahnhof Solothurn, Mai 2019

Der Busbetrieb Solothurn und Umgebung (BSU) ist ein regionaler Nahverkehrsbetrieb im Kanton Solothurn in der Schweiz. Aktionäre sind der Kanton Solothurn (24 %), die Stadt Solothurn (33 %), die durch den BSU bedienten Gemeinden (24 %), der Regionalverkehr Bern–Solothurn (15 %) und Privatpersonen (4 %).
Zehn Linien mit einer Gesamtlänge von 147 Kilometern erschliessen neben der Stadt Solothurn den Bezirk Wasseramt, den östlichen Teil des Bezirks Lebern sowie einige angrenzende Gemeinden im Kanton Bern. Mit 24 Normbussen, 19 Gelenkbussen und rund 120 Chauffeuren werden jährlich 6 Millionen Passagiere befördert. Die Fahrzeuge stammen alle vom Hersteller Mercedes-Benz aus Ulm und umfassen alle Generationen des O530 "Citaro".
In den bevölkerungsreichsten Gemeinden der Agglomerationen fahren die Busse von Montag bis Freitag jede Viertelstunde bis abends um 20.00 Uhr, anschliessend im Halbstundentakt bis kurz nach Mitternacht. Am Samstag gilt der Viertelstundentakt von 8.00 bis 16.00 Uhr. Während der übrigen Betriebszeiten gilt ein Halbstundentakt.
Die erste Linie nahm am 13. November 1930 ihren Betrieb zwischen Solothurn und Recherswil auf. Im Laufe der Jahrzehnte wurde das Netz kontinuierlich ausgebaut. Die grösste Erweiterung erfolgte in den Jahren 1992 und 1994, als der Personenverkehr auf den Bahnstrecken Solothurn–Herzogenbuchsee und nach Büren an der Aare durch drei Buslinien ersetzt wurde.
Im Jahr 2020 kamen insgesamt 3 neue Buslinien dazu. Im August 2020 nahm die Express-Buslinie 10 Solothurn Hauptbahnhof nach Luterbach Attisholzstrasse den Betrieb auf. Sie schliesst das Areal "Attisholz Süd" an den Fernverkehr an. Mit dem Fahrplanwechsel vom 13. Dezember 2020 nahmen die Linien 15 und 17 den Betrieb auf. Die Linie 15 verbindet die Enklave Steinhof SO mit Aeschi SO, von wo aus dann mit den Linien 5 und 7 jeweils in Richtung Herzogenbuchsee oder Solothurn gereist werden kann. Einzelne Kurse der Linie 15 werden nach Derendingen Oberstufenzentrum verlängert. 
Die Linie 17 durchfuhr das innere Wasseramt von Luterbach Attisholzstrasse via Derendingen, Biberist nach Gerlafingen Bahnhof. Die Linie 17 wurde nach mangelnder Auslastung mit dem Fahrplanwechsel im Dezember 2024 eingestellt.

## Liniennetz
| Linie | Strecke |
| ----- | --- |
| 1     | Oberdorf – Langendorf – Solothurn Amtshausplatz – Solothurn Hauptbahnhof – Zuchwil Kornfeld – Derendingen – Kriegstetten – Recherswil                                                          |
| 2     | (Selzach – Lommiswil –) / (Rüttenen – Langendorf –) Bellach Hubel – Solothurn Amtshausplatz – Solothurn Hauptbahnhof – Biberist – Gerlafingen – Kriegstetten / Zielebach                       |
| 3     | Bellach Breitenfeld – Solothurn Amtshausplatz – Solothurn Hauptbahnhof – Biberist – Lohn-Ammannsegg                                                                                            |
| 4     | Rüttenen – Kantonsschule – Solothurn Amtshausplatz – Solothurn Hauptbahnhof – Zuchwil Sportzentrum                                                                                             |
| 5     | Solothurn Brühl – Solothurn Amtshausplatz – Solothurn Hauptbahnhof – Zuchwil Kornfeld – Derendingen – Subingen – Horriwil – Hüniken – Etziken – Bolken – Aeschi – Niederönz – Herzogenbuchsee  |
| 6     | Solothurn Allmend – Zuchwil Juraplatz – Bleichenberg – Biberist |
| 7     | Solothurn Brühl – Solothurn Amtshausplatz – Solothurn Hauptbahnhof – Zuchwil Kornfeld – Derendingen – Subingen – Horriwil – Hüniken – Etziken – Bolken – Inkwil – Röthenbach – Herzogenbuchsee |
| 8     | Solothurn Hauptbahnhof – Lüsslingen – Nennigkofen – Leuzigen – Arch – Rüti bei Büren – Büren an der Aare                                                                                       |
| 9     | Solothurn Amtshausplatz – Solothurn Hauptbahnhof – Zuchwil Juraplatz – Luterbach |
| 10    | Solothurn Hauptbahnhof – Luterbach-Attisholzstrasse (Areal «Attisholz Süd», Expresslinie seit 10. August 2020)                                                                                 |
| 12    | Solothurn Hauptbahnhof – Feldbrunnen – Riedholz – Hubersdorf – Niederwil – Günsberg – Balm bei Günsberg / Oberbalmberg                                                                         |
| 15    | Derendingen Oberstufenzentrum – Etziken – Bolken – Aeschi SO – Burgäschi – Steinhof SO |
| 16    | Derendingen Oberstufenzentrum – Subingen Oberstufenzentrum – Horriwil – Oekingen – Kriegstetten – Halten – Heinrichswil – Winistorf                                                            |
| 17    | Luterbach-Attisholzstrasse – Derendingen Ritterplatz – Derendingen Pestalozziplatz – Biberist Derendingenstrasse – Gerlafingen Bahnhof BLS                                                     |